# Сириус (БПЛА)
Сириус (БПЛА) — проект российского ударного беспилотного летательного аппарата, разрабатываемый российской компанией «Кронштадт», дальнейшее развитие дронов «Орион». При эксплуатации должен получить наименование «Иноходец-РУ». 

## История
Впервые макет дрона представлен в 2019 году на авиасалоне МАКС-2019.
9 ноября 2021 года было объявлено о начале сборке прототипа беспилотника.
24 августа 2021 года Минобороны России подписало контракт с компанией «Кронштадт» на поставку беспилотника «Сириус».
27 января 2022 года в Минобороны России заявили, что поставки «Сириуса» начнутся к 2023 году.
31 мая 2023 года совершен первый полет

## Общие сведения
«Сириус» оснащён двумя турбовинтовыми двигателями. «Сириус» является развитием лёгких беспилотников «Орион». «Сириус» сможет нести на себе авиа-бомбы КАБ-100, фугасные авиа-бомбы ФАБ-100, свободнопадающие бомбы РБК-500У, объёмно-детонирующая авиационная бомба ОДАБ-500ПМВ. Также предполагается, что "Сириус" сможет нести управляемые и неуправляемые авиационные ракеты.

## Боевое применение
- воздушное патрулирование назначенных районов;
- доразведку наземных объектов;
- оценку результатов нанесения ударов;
- топографическую разведку местности;
- аэрофотосъёмку высокого разрешения;

## Полезная нагрузка
«Сириус» оборудован шестью точками подвески АСП: четыре под консолями крыла и две под фюзеляжем. Максимальная масса сбрасываемого груза - 300 кг.
Варианты полезной нагрузки:
- Корректируемые авиационные бомбы калибром 20, 50, 100 и 250 кг;
- Авиационные бомбы калибром 100, 250 кг;
- Авиационные управляемые ракеты калибром 50 и 100 кг.

## ТТХ
Тактико-технические характеристики (ТТХ):
- Длина — 9 м.
- Высота — 3,3 м.
- Размах крыла — 23 м.
- Макс. взлётная масса — 2 тонны.
- Масса топлива — 500 кг.
- Макс. целевая (полезная/боевая нагрузка)  — 300 кг.
- Практическая высота полета — 7000 м.
- Крейсерская скорость — 180 км/ч.
- Радиус применения боевой — 1000 км.
- Макс. продолжительность полета — 20 ч.